# 邁丹-恰佩利西基
49°11′16″N 28°32′21″E / 49.18778°N 28.53917°E
邁丹-恰佩利西基（烏克蘭語：Майдан-Чапельський），是烏克蘭的村落，位於該國西南部文尼察州，由文尼察區負責管轄，始建於1600年，面積0.47平方公里，海拔高度307米，2001年人口370。